# Vaderlandsch Fonds
Het Vaderlandsch Fonds ter Aanmoediging van 's-Lands Zeedienst is opgericht in 1781 in reactie op de Slag bij Doggersbank. De Stichting heeft als doel het bevorderen van de belangen van de Nederlandse vaart, de belangstelling voor de vaart en de zorg voor diegenen die daarbij zijn betrokken (geweest), een en ander in de meest ruime zin van het woord.

## Steunfonds
Het Vaderlandsch Fonds werd opgericht om slachtoffers van de zeeslag te ondersteunen en een nieuwe generatie zeelieden op te leiden. De strijd eindigde onbeslist, maar de Nederlanders vierden de afloop als een overwinning. Voor het eerst in bijna honderd jaar had een Nederlandse vloot tegen de machtige Britten standgehouden. Tegelijk viel een groot aantal doden en gewonden te betreuren. Op allerlei plaatsen in het land ontstonden steuncomités die geld inzamelden voor nabestaanden en invaliden. Zo ook in Amsterdam en Haarlem. Deze twee lokale fondsen bundelden eind 1781 hun krachten om jonge zeelieden te gaan opleiden, naast de financiële steun aan weduwen, wezen en invaliden. 
In de openbare jaarvergadering van het Vaderlandsch Fonds legden de commissarissen verantwoording af over alle werkzaamheden van het afgelopen jaar. Deze ‘lecture’ vond plaats in de grote zaal van het Athenaeum Illustre.
Het Vaderlandsch Fonds en de Kweekschool voor de Zeevaart werden in de patriottentijd onderdeel van het patriottische streven naar een betere maatschappij. De helft van het Amsterdamse bestuur van het Vaderlandsch Fonds stelde zich tijdens de patriottische opstand van 1782-1787 activistisch op: Jacobus d’Amour, Jan Bernd Bicker, Otto Willem Berg, Daniel Hooft jr., Cornelis van Lennep, Matthijs Ooster, Matthijs Romswinckel, Matthijs Temminck. In 1795 namen 17 van de 21 bestuurders die sinds de oprichting actief waren geweest, deel aan het nieuwe landsbestuur van de Bataafse Republiek.

## Kweekschool voor de Zeevaart
Het Vaderlandsch Fonds opende in 1785 de Kweekschool voor de Zeevaart aan de huidige Prins Hendrikkade in Amsterdam. Jonge mannen kregen hier een opleiding tot zeeman. Het Vaderlandsch Fonds bleef grote bedragen ontvangen en de Kweekschool bleef nog tot 1972 bestaan. In 1791 was het fonds nog steeds goed gevuld en was er nog ruim 200.000 gulden in kas.
Toen fuseerde de opleiding met de Hogere Zeevaartschool, tegenwoordig onderdeel van de Hogeschool van Amsterdam. Het internaat van de Kweekschool sloot in 2000. Sindsdien gebruikt het Vaderlandsch Fonds de opbrengst van zijn vermogen om maritiem-cultuurhistorische projecten en het maritiem onderwijs in Nederland te ondersteunen, in een verhouding van 30-70%.
Het Vaderlandsch Fonds heeft zijn maritiem historische collectie in bruikleen gegeven aan Het Scheepvaartmuseum in Amsterdam.
| Romswinckel, Matthys                 | Bewindhebber O.I. Comp. 1786; boekhouder van de Stadsimpost in de Waag 1761-1767; ontvanger van de begrafenissen van de Nieuwe en Engelse Kerken 1767-1786; regent St. Pieters Gasthuis 1768; heemraad van de Nieuwer-Amstel 1785                                    | C&L; dir. Oec. Tak; Doctrina                                                                        | 1787 burgercomité Verkiesbaar                                                        | 1795 raad A'dam 1796 commissie o. ind. Handel                                          |
| Ooster, Matthys                      | | C&L; lid Oec. Tak; Oprichter Vaderlands Fonds                                                       | Oprichter Nationaal Fonds voor slachtoffers Elburg Hattem; vlucht '87                | 1795 Lid Raad A'dam; Prov. Repr. Volk Holland                                          |
| Hovius François Afgetr. 1808         | Arts, advocaat; regent van het St. Pieters Gasthuis 1780-1813, regent van het R.K. Jongensweeshuis, | Felix; lid Oec. Tak; lid reisgen. Semper Idem (archief UvA)                                         |                                                                                      | Verkiesbaar 1795 Amsterdam; Lid stadsbestuur van Amsterdam 1808-1813; staatsraad 1808, |
| Hooft, Daniel de jonge               | Schepen 1786; raad in de Vroedschap van Amsterdam 1786-1787; ontvanger der Gemeenelandsmiddelen over de stad en 't kwartier Amsterdam 1785; kerkmeester N.K. 1771, secretaris van den Levantschen Handel 1781-1786, baljuw en dijkgraaf van de Bijlmermeer 1782-1788 | C&L; dir. Oec. Tak; Felix dep. Lett., Nationaal Fonds                                               | Bestuurder Nationaal Fonds 1787 burgercomité                                         | 1795 Lid Raad A'dam; Vert. Lich. 1798 1801                                             |
| Adami, Johannes                      | Boekhouder V.O.C. | C&L; L & C; lid Oec. Tak                                                                            |                                                                                      |                                                                                        |
| Staphorst, Jacob van Afgetr. 1808    | Koopman, bankier grote investering in de VS 1782 | Lid. Oec. Tak. Mij. Nut; Vaderl. Soc. Felix, La Charité                                             | Geconst. Onderhandelaar Frankrijk 1787; Geconst.Volk Amsterdam '87. Verbannen 1787;  | Lid stadsbestuur van Amsterdam 1795                                                    |
| Lette, Joannes Arnoldus Afgetr. 1785 | Notaris; boekhouder van het Burger Weeshuis | |                                                                                      |                                                                                        |
| Hulst van Keulen, Gerard             | Uitgever, boekhandelaar en kaartenmaker V.O.C.; lid Commissie tot de Zaaken het bepalen der Lengte op Zee en de verbetering der Zeekaarten betreffende 1787-1801 | Vad. Soc- Doctrina.                                                                                 |                                                                                      |                                                                                        |
| Ogelwight, Hendrik                   | Koopman | C&L; lid Oec. Tak; Felix                                                                            |                                                                                      | 1795 lid Raad A'dam lid Raad A’dam 1801-1809                                           |
| D’Amour, Jacobus Afgetr. 1796        | Koopman | C&L; dir. Oec. Tak; Vad. Soc; Doctrina.                                                             | Bestuurder (patriottisch) Nationaal Fonds 1785; lid Raad A’dam 1787; verbannen 1787. | lid Raad A’dam 1795-1797                                                               |
| Winter, P. van                       | Boekh. W.I.C | C&L; L & C; Mij. Landbouw; Felix                                                                    |                                                                                      |                                                                                        |
| Deutz, Daniel                        | Vroedschap | C&L; KWDAV; Felix dep. Lett.                                                                        |                                                                                      | 1795 Lid Raad A'dam                                                                    |
| Bicker, Jan Bernd                    | Vroedschap | Vaderl. Soc; dir. Oec. Tak; Nationaal Fonds 1785                                                    | Nationaal Fonds 1785. Verbannen 1787.                                                | 1795 Lid Raad A'dam 1796 lid N.V.; lid Staatsbewind                                    |
| Lublink, Johannes jr.                | Koopman | C&L; L & C; dir. Mij. Drenkel.; D.O.; Holl. Mij.; dir. Oec. Tak; PUG.; Mij. Lett.; Felix dep. Lett. |                                                                                      | 1796-1805 lid N.V.; Wetg. Lich.                                                        |
| Swinden, Jan Hendrik van             | | C&L; L & C; Holl. Mij.; PUG; Bataafsch Gen.; Felix dep. Nat.; Vad. Soc.-Doctrina                    | .                                                                                    | 1795 Lid Raad A'dam Prov repr.; lid Uitv. Bew                                          |
| Eekhout, Zacharias                   | | Vaderl. Soc.                                                                                        |                                                                                      | 1795 Lid Raad A'dam 1795 Comm. Posterijen                                              |
| Blaauw, Gerrit. † 1787               | Doopsgezind predikant, weldoener (Gerrit Blaauwfonds) | |                                                                                      |                                                                                        |
| Teysset, Jacob [Jacques] (1790)      | | |                                                                                      | 1795 Lid Raad A'dam                                                                    |
| Menjolet, Pierre Isaac.              | Koopman | Vad. Soc.- Doctrina                                                                                 |                                                                                      | 1795 Lid Raad A'dam                                                                    |